# Simon Wallfisch
Simon Joseph Lasker Wallfisch (* 22. Mai 1982 in London) ist ein deutsch-britischer Opernsänger (Bariton) und Cellist.

## Leben und Wirken
Simon Wallfisch stammt aus einer musikalischen Familie, er ist der Sohn des britischen Cellisten Raphael Wallfisch und der australischen Barockviolinistin Elizabeth Wallfisch. Seine Geschwister sind der Komponist Benjamin Wallfisch und die Sängerin Joanna Wallfisch. Er ist außerdem der Enkel der Cellistin und Holocaust-Überlebenden Anita Lasker-Wallfisch und des Pianisten Peter Wallfisch.
Nach dem Studium von 2000 bis 2006 am Londoner Royal College of Music, das er mit den Konzertexamen für Violoncello und Gesang abschloss, folgten Studien an der Hochschule für Musik Hanns Eisler Berlin und von 2007 bis 2009 an der Musikhochschule Leipzig.Anschließend war er bis 2012 Mitglied des Opernstudios am Opernhaus Zürich. Es folgten ab Engagements als freischaffender Künstler, unter anderem an der English Touring Opera (Albert in Werther, Titelrolle in Pelléas et Mellisande), der Nederlandse Reisopera, in Pisa am Teatro Verdi (Marcello in La Bohème) und am Staatstheater Nürnberg (Fieramosca in Benvenuto Cellini). 2021 übernahm er die Rolle der Hannah Before bei der britischen Erstaufführung der zeitgenössischen Transgender-Kammeroper As One von Laura Kaminsky im Rahmen des London Festival of American Music. 2023 sang er an der Deutschen Oper Berlin den 5. Richter in Korngolds Das Wunder der Heliane, 2024 beim Aldeburgh Festival die Titelrolle in Judith Weirs Blond Eckbert.
Als Konzertsänger trat er zum Beispiel im Berliner Konzerthaus, in der Berliner Philharmonie (in Carmina Burana), der Laeiszhalle, der Wigmore Hall oder beim Brighton Early Music Festival auf. Zu seinem Repertoire zählen Schuberts Liederzyklus Die schöne Müllerin sowie die Solopartien in Bachs Weihnachtsoratorium, Puccinis Messa di Gloria, Vivaldis Gloria RV 589, Ein Deutsches Requiem von Brahms und in Regers Der Einsiedler. Mit der Academy of St Martin in the Fields interpretierte er Lieder von unter anderem Korngold, Mahler und Richard Strauss.
Sein besonderes Engagement gilt der Entdeckung und Wiederaufführung der Werke von Komponisten, die in der Zeit des Nationalsozialismus in der Entwicklung ihrer Karriere gehindert wurden, auch im Rahmen von Workshops wie zum Beispiel 2018 in Zusammenarbeit mit dem Institut für Musik der Hochschule Osnabrück. Im Rahmen seines Engagements gegen Antisemitismus hält Wallfisch auch Vorträge und begleitet seine Großmutter Anita Lasker-Wallfisch bei ihren Auftritten bei Veranstaltungen, zum Beispiel 2014 in der ZDF-Talkshow Markus Lanz.
2020 war Wallfisch Ko-Autor, Sprecher und Cellist von „There's no business like show business“ über das Leben von Irving Berlin im Londoner Kings Place im Rahmen der Jewish Book Week 2020. 2022 war er Ko-Kurator und Solist in einem BBC-Konzertprogramm mit Liedern und Chorwerken verfemter Komponisten aus dem KZ Theresienstadt im Londoner Barbican Centre.

### Aufnahmen
Als Sänger veröffentlichte er mehrere Alben. Als Cellist war er 2015 einer der Solokünstler in einer Sondersendung der BBC zum Internationalen Holocaust-Gedenktag. Weitere Aufnahmen und Liveübertragungen wurden vom NDR, dem Bayerischen Rundfunk, dem Schweizer Rundfunk SRF und France Musique übertragen.

### Privates
Verheiratet ist er mit der Barockmusikerin Kathleen Ross und hat zwei Kinder. 2018 erhielt er die deutsche Staatsangehörigkeit, die er wegen des Brexit beantragt hatte, und lebt seit 2020 in Berlin.

## Opernrollen (Auswahl)
- Berlioz: Fieramosca Benvenuto Cellini
- Bizet/Constant: Escamillo in La Tragédie de Carmen
- Debussy: Pelléas in Pelléas et Mélisande
- Janáček: Der betrunkene Sträfling in Aus einem Totenhaus
- Laura Kaminsky: Hannah Before in As One
- Korngold: 5. Richter in Das Wunder der Heliane
- Massenet: Albert in Werther
- Offenbach: Raflafla in Mesdames de la Halle
- Puccini: Marcello in La Bohème
- Verdi: Flämischer Gesandter in Don Carlos
- Judith Weir: Eckbert in Blonde Eckbert

Quellen:

## Diskografie
- Geoffrey Bush: Songs. Mit Edward Rushton, Klavier (Lyrita Records; 2014)
- French Songs: from la belle époque to les années folles. Werke von André Caplet, Arthur Honegger, Darius Milhaud, Maurice Ravel. Mit Edward Rushton, Klavier (Nimbus Records; 2015)
- Gesänge des Orients. Werke von Richard Strauss, Gottfried von Einem, Hans Gál, Egon Wellesz, Pavel Haas, Viktor Ullmann. Mit Edward Rushton, Klavier (Nimbus Records, 2018)
- Robin Holloway: The Lovers' Well. Mit Clare Lloyd Griffiths, Sopran; Kate Symonds-Joy, Mezzosopran; James Robinson, Tenor; Edward Rushton und William Vann, Klavier (Delphian; 2018)
- Thea Musgrave: Phoenix Rising, Loch Nessm Poets in Love. Mit Nathan Vale, Daniel Trodden, Simon Callaghan, Hiroaki Takenouchi, BBC National Orchestra of Wales, Dirigent: William Boughton (Lyrita; 2018)
- Robert Schumann: Songs of Love and Death. U. a. Dichterliebe op. 48. Mit Edward Rushton, Klavier (Resonus; 2019)
- Johannes Brahms: Songs of Loss and Betrayal. Mit Edward Rushton, Klavier (Resonus; 2020)
- Songs of Max Kowalski. Mit Edward Rushton, Klavier und Camille Butcher, Sopran (Nimbus Records, 2023)

## Filmografie
- Musik in den Adern. Die Familie Wallfisch. Regie: Mark Kidel; ausgestrahlt von arte 2010
- Klassik unterm Hakenkreuz – Der Maestro und die Cellistin von Auschwitz. Dokumentarfilm, Deutschland 2022, Ein Film von Christian Berger. 3B-Produktion im Auftrag der Deutschen Welle. Über Wilhelm Furtwängler und Anita Lasker-Wallfisch. Mit u. a. Simon Wallfisch, Daniel Barenboim, Norman Lebrecht, Christian Thielemann[20]